# Gbégourou
Gbégourou est l'un des cinq arrondissements de la commune de N'dali dans le département du Borgou au Bénin.

## Géographie
L'arrondissement de Gbégourou est situé au nord-est du Bénin et compte 5 villages que sont Alafiarou, Binassi, Darnon, Douroube et Gbégourou.

## Démographie
Selon le recensement de la population de 2013 conduit par l'Institut national de la statistique et de l'analyse économique (INSAE), Gbégourou compte 11612 habitants  .